# Bunt gargulców
Bunt gargulców (fr. La fureur des gargouilles, ang. Rise of the Gargoyles) – amerykańsko-francusko-kanadyjski-rumuński horror z 2009 roku w reżyserii Billa Corcorana.

## Opis fabuły
Amerykanin Jack Randall (Eric Balfour) jedzie do Francji. Tutaj ze swoją przyjaciółką zwiedza podziemia zabytkowego kościoła. Atakuje ich tajemnicze stworzenie. Tej samej nocy Carol ginie. Randall chce wyjaśnić zagadkę jej śmierci. Ponownie schodzi do podziemi świątyni. Spotyka tu krwiożercze bestie.

## Obsada
- Eric Balfour jako profesor Jack Randall
- Caroline Néron jako Nicole Ricard
- Justin Salinger jako Walsh
- Ifan Huw Dafydd jako inspektor Gilbert
- Nick Mancuso jako ojciec Gable (duchowny)
- Tanya Clarke jako Carol Beckham

i inni